# فرانسيسكو ساغاستي
فرانسيسكو رافائيل ساغاستي (بالإسبانية: Francisco Rafael Sagasti Hochhausler)‏ (مواليد 10 أكتوبر 1944، ليما–)، سياسي بيروفي، شغل سابقًا منصب رئيس بيرو بالوكالة منذ تاريخ 17 نوفمبر 2020 خلفا لمانويل ميرينو.

## وصلات خارجية
- فرانسيسكو ساغاستي على موقع الموسوعة البريطانية (الإنجليزية)